# Twickenham
Twickenham (IPA: /ˈtwɪkənəm/) è un sobborgo di Londra, capitale del Regno Unito.
Storicamente parte dell'ex contea del Middlesex, nel 1965 fu unito a Barnes per formare il borgo di Richmond upon Thames, nel settore sud-occidentale della città, a circa 16 km dalla stazione di Charing Cross.

## Sport
La località è famosa perché ivi sorge l'omonimo Twickenham Stadium, sede della Rugby Football Union e impianto degli incontri dell'Inghilterra di rugby a 15, nonché il Twickenham Stoop Stadium, campo di gioco interno degli Harlequins e spesso anche della nazionale inglese femminile di rugby a 15.